# Aristolochia heppii
Aristolochia heppii là một loài thực vật có hoa trong họ Aristolochiaceae. Loài này được Merxm. mô tả khoa học đầu tiên năm 1953.